# 紅牙䱛
紅牙䱛（學名：Otolithes ruber），俗名三牙，為輻鰭魚綱鱸形目石首魚科的其中一個種。

## 分布
本魚分布在印度西太平洋區，包括東非、紅海、馬達加斯加、塞席爾群島、波斯灣、斯里蘭卡、馬爾地夫、印度、巴基斯坦、孟加拉灣、緬甸、泰國、馬來西亞、新加坡、日本、台灣、中國東海、南海、柬埔寨、越南、澳洲、新幾內亞、印尼、等海域。

## 深度
水深10至40公尺。

## 特徵
本魚身體為長條形，頭為尖形，頭頂部扁平，口裂大，傾斜，下頜長於上頜。上頜最外列齒成犬齒，在前端每側各有2枚特別大的犬齒，略微向後彎曲。體為銀色，背面淡灰色，背鰭灰黑色，其餘各鰭為黃色。背鰭硬棘10至11枚、背鰭软条27至30枚;臀鰭硬棘2枚、臀鳍软条7至8枚。體長可達90公分。

## 生態
本魚性兇猛，以魚類、甲殼類，及底棲生物為食。

## 經濟利用
食用魚，肉質較差，適合油炸食用。